# 반의사불벌죄
|                                                                     |
| 형사소송법                                                          |
| 이념과 구조                                                         |
| 무죄 추정의 원칙 · 자백배제법칙 · 전문법칙                          |
| 증거보전청구권 · 형사보상청구권 · 독수독과이론                      |
| 실체적 진실주의 · 적정절차 · 신속한 재판의 원칙                     |
| 진술거부권 · 접견교통권 · 증거개시제도                              |
| 열람등사권 · 위법수집증거배제법칙                                   |
| 법원                                                                |
| 제척 · 기피 · 회피 · 관할 · 파기환송 · 파기이송 · 파기자판 · 법관   |
| 피고인과 변호인                                                     |
| 피고인 · 변호인 · 성명모용자 · 공동피고인 · 국선변호인 · 법정대리인 |
| 검사                                                                |
| 기소독점주의 · 검사 동일체의 원칙                                   |
| 수사                                                                |
| 함정수사 · 불심검문 · 임의동행 · 동행요구 · 사법경찰관              |
| 구속                                                                |
| 구속영장 · 체포영장                                                 |
| 증거법                                                              |
| 정황증거 · 전문증거 · 진술조서 · 진술서 · 실황조사서 · 검증조서     |
| 진술 · 증인                                                         |
| 재판                                                                |
| 공소장 · 공소장일본주의                                             |
| 고소 · 고발 · 고소불가분의 원칙 · 자수                              |
| 상소                                                                |
| 항소, 상고 & 비상상고                                               |
| 다른 7법 영역                                                       |
| 헌법 · 민법 · 형법                                                  |
| 민사소송법 · 형사소송법 · 행정법                                    |
| 포털: 법 · 법철학 · 형사정책                                        |
| v • d • e • h                                                       |

반의사불벌죄(反意思不罰罪, 독일어: widerspruchsdelikt, 영어: crime not prosecuted against objection, no punishment against will)는 피해자의 고소가 없어도 기소할 수 있지만, 피해자가 범인의 처벌을 원하지 않는다는 의사를 표시하면 기소할 수 없고 기소한 후에 그러한 의사를 표시하면 형사재판을 종료해야 하는 범죄를 말한다.
이 범죄에 대해 기소 후에 피해자가 처벌을 원하지 않는다는 의사를 표시하거나 1심 판결선고 전까지 처벌을 희망하는 의사를 철회한 경우, 법원은 친고죄와 마찬가지로 공소기각의 선고를 하여야 한다.(형사소송법 제327조제6호) 처벌을 원하는 의사를 1심 판결선고 전까지 유효하게 철회한 경우에는 다시 고소하지 못한다.(형사소송법 제232조)

## 특징
반의사불벌죄는 독일, 일본, 중화민국 형법에는 없는 독특한 제도이다. 형법제정 당시에 참고한 이들 형법에 없던 반의사불벌죄를 대한민국 형법이 둔 것은 폭행죄와 협박죄의 전과자를 양산하지 않으려는 형사정책적 배려가 반영된 것으로 평가된다.
그러나, 독일, 일본과 중화민국에서 친고죄로 규정하고 있는 명예훼손죄를 피해자의 고소 없이 기소할 수 있는 반의사불벌죄로 규정하고, 독일, 일본과 중화민국에서 친고죄인 재물손괴죄, 독일과 중화민국에서 친고죄인 주거침입죄와 주거·신체수색죄를 친고죄는커녕 반의사불벌죄로도 규정하지 않은 대한민국의 입법은 극히 이례적이고 꼼꼼하지 못하다고 평가할 수 있다.

## 형법의 반의사불벌죄
- 외국원수에 대한 폭행·협박·모욕·명예훼손의 죄(형법 제107조)
- 외국사절에 대한 폭행·협박·모욕·명예훼손의 죄(형법 제108조)
- 외국의 국기(國旗)·국장(國章) 모독죄(형법 제109조)
- 폭행죄·존속폭행죄(형법 제260조)
- 과실치상죄(형법 제266조)
- 협박죄·존속협박죄(형법 제283조)
- 명예훼손죄 및 출판물 등에 의한 명예훼손죄(형법 제307조 및 제309조)

### 규정 형식
형법 제260조(폭행, 존속폭행)

③ 제1항 및 제2항의 죄는 피해자의 명시한 의사에 반하여 공소를 제기할 수 없다.

## 판례
- 형사소송법 제232조제1항, 제3항의 취지는 국가형벌권의 행사가 피해자의 의사에 의하여 좌우되는 현상을 장기간 방치할 것이 아니라, 제1심판결 선고 전까지로 제한하는데 그 목적이 있다. 그러므로, 항소심에서야 비로소 반의사불벌죄가 아닌 죄에서 반의사불벌죄로 공소장변경이 이루어졌더라도 항소심인 제2심을 제1심으로 볼 수는 없다.[2]
- 폭행죄는 피해자의 명시한 의사에 반하여 공소를 제기할 수 없는 반의사불벌죄로서, 피해자가 사망한 경우, 그 상속인이 피해자를 대신하여 처벌불원의 의사표시를 할 수 없다.[3]
- 이른바 반의사불벌죄에 있어서 처벌불원의 의사표시의 부존재가 직권조사사항이다.[4]

## 같이 보기
- 친고죄